# Trochocyathus porphyreus
Trochocyathus porphyreus är en korallart som först beskrevs av Alcock 1893.  Trochocyathus porphyreus ingår i släktet Trochocyathus och familjen Caryophylliidae.
Artens utbredningsområde är Indiska oceanen. Inga underarter finns listade i Catalogue of Life.